# Nops tico
Espèce
Nops tico est une espèce d'araignées aranéomorphes de la famille des Caponiidae.

## Distribution
Cette espèce se rencontre au Panama et au Costa Rica,.

## Description
Le mâle holotype mesure 7,6 mm et la femelle paratype 7,9 mm.

## Publication originale
- Sánchez-Ruiz & Brescovit, 2018 : A revision of the Neotropical spider genus Nops MacLeay (Araneae: Caponiidae) with the first phylogenetic hypothesis for the Nopinae genera. Zootaxa, no 4427(1), p. 1-121.